# Eduard Steinacker

Eduard Steinacker, um 1870

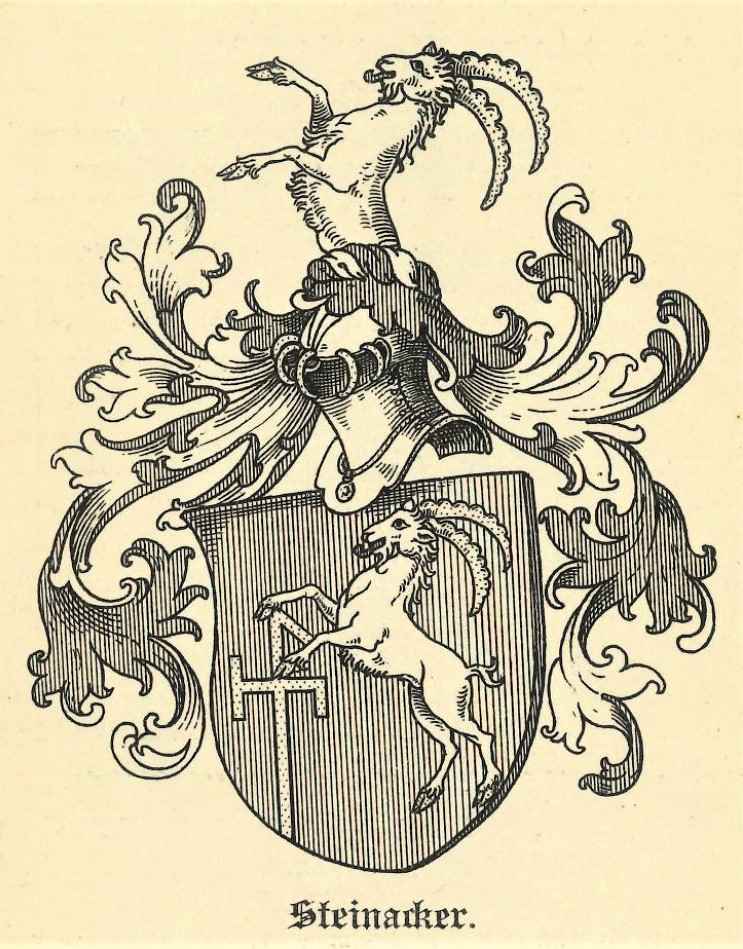
Wappen der Familie Steinacker

Eduard Georg Philipp Adolf Steinacker (* 25. März 1839 in Holzminden; † 5. Januar 1893 in Braunschweig) war ein deutscher Lehrer und Kunstschriftsteller.

## Familie
Eduard Steinacker entstammte der bürgerlichen Familie Steinacker, die seit Beginn des 16. Jahrhunderts urkundlich in Quedlinburg nachgewiesen ist. Die ununterbrochene Stammfolge beginnt mit Hans Steinacker, der 1530 Ratsherr und Kämmerer der Stadt Quedlinburg war. Dessen Enkel war Philipp Steinacker (um 1565–1613), Jurist sowie fürstlich-sächsischer Rat und Hofgerichtsassessor zu Coburg. Steinackers Großvater war der Kaufmann und Fabrikbesitzer Hieronymus Karl Steinacker (1775–1813), später Gutsadministrator des Grafen Wrisberg, danach Bürgermeister und Stadtkämmerer in Holzminden sowie herzoglicher Kreissekretär.
Steinacker wurde 1839 als Sohn des Juristen Heinrich Friedrich Karl Steinacker (1801–1847) und dessen Ehefrau Agathe Friederike Ernestine Viktoria geb. Kind in Holzminden geboren. Eduard Steinacker war mit Ilse geb. von Strombeck verheiratet. Deren Sohn Karl Steinacker (1872–1944) war ein deutscher Kunsthistoriker, Gelehrter und von 1910 bis 1935 Leiter des Braunschweigischen Landesmuseums.

## Leben und Wirken
Steinacker besuchte die Grosse Schule in Wolfenbüttel von 1848 bis 1855, ging dann auf das Holzmindener Gymnasium, wo er 1858 sein Abitur ablegte. Danach ging er zum Studium der Naturwissenschaften und Mathematik an die Georg-August-Universität nach Göttingen, wo er später zu einem Ehrenmitglied der Verbindung Holzminda wurde. Am 12. August 1861 wurde er promoviert. Danach war er bis 1862 als Lehrer der technischen Naturkunde und beschreibenden Geometrie an der Baugewerkschule in Holzminden tätig, übernahm bis 1863 die Stelle eines Assistenten an der neu gegründeten agronomisch-chemischen Versuchsstation in Braunschweig und ging dann als Lehrer der Naturwissenschaften an die Höhere Lehranstalt des Dr. Schleiden nach Hamburg. 1864 kehrte er auf Veranlassung des Schulrats Justus Jeep in das Herzogtum zurück und wirkte ab Juli 1864 als Lehrer der Mathematik und der Naturwissenschaften an der Grossen Schule zu Wolfenbüttel. Noch im selben Jahr bestand er in Braunschweig das Oberlehrerexamen und wurde zu Ostern 1866 an das Braunschweiger Realgymnasium versetzt. 1870 wurde er zum Oberlehrer und 1884 zum Professor ernannt. Am 9. August 1876 wurde er zum Mitglied der staatlichen Prüfungskommission für Kandidaten der höheren Lehrämter an Seminarien und Bürgerschulen ernannt.
Neben einer größeren Anzahl von Aufsätzen in verschiedenen Zeitschriften veröffentlichte Steinacker einige Werke zur Geschichte und zur Stadt Braunschweig. Auch war er bis zu seinem Tod 1893 im Vorstand des Vaterländischen Museums in Braunschweig, an dessen Gründung er beteiligt war.

## Veröffentlichungen
- Ueber einige Molybdän-Verbindungen. Dissertation Universität Göttingen 1861.
- Literatur der Braunschweiger Ortskunde. Braunschweig 1886.
- Führer durch die Stadt Braunschweig. Eine Beschreibung für Fremde und Einheimische. Braunschweig 1884 (in diversen Auflagen erschienen), Reprint 2005.
- Zusammenfassende Landeskunde einzelner Bezirke und Ortschaftskunde. Braunschweig (ohne Jahr).
- mit Paul Zimmermann: Steinacker, Karl. In: Allgemeine Deutsche Biographie (ADB). Band 35, Duncker & Humblot, Leipzig 1893, S. 676–682.